# SMCG
주식회사 SMCG는 경기도 안성시에 본사를 둔 유리용기 기업이다.

## 내용주
1. ↑  키움제7호스팩과의 합병을 통한 코스닥 시장 상장